# Pervaporación
Pervaporación es un proceso de separación con membranas aplicado a mezclas líquidas de compuestos miscibles, en el que a partir de una corriente de alimentación se obtienen dos corrientes líquidas, cada una de ellas más concentrada en sus componentes que la alimentación inicial. Las membranas utilizadas son no porosas. La separación se consigue mediante la aplicación de vacío en el lado de la membrana donde se recoge el permeado en forma de vapor, mientras por el otro lado circula el líquido de alimentación cuya separación se busca. Posteriormente se procede a condensar este vapor, generando como producto un líquido permeado.
- Datos: Q2072760